# Vatican Advanced Technology Telescope

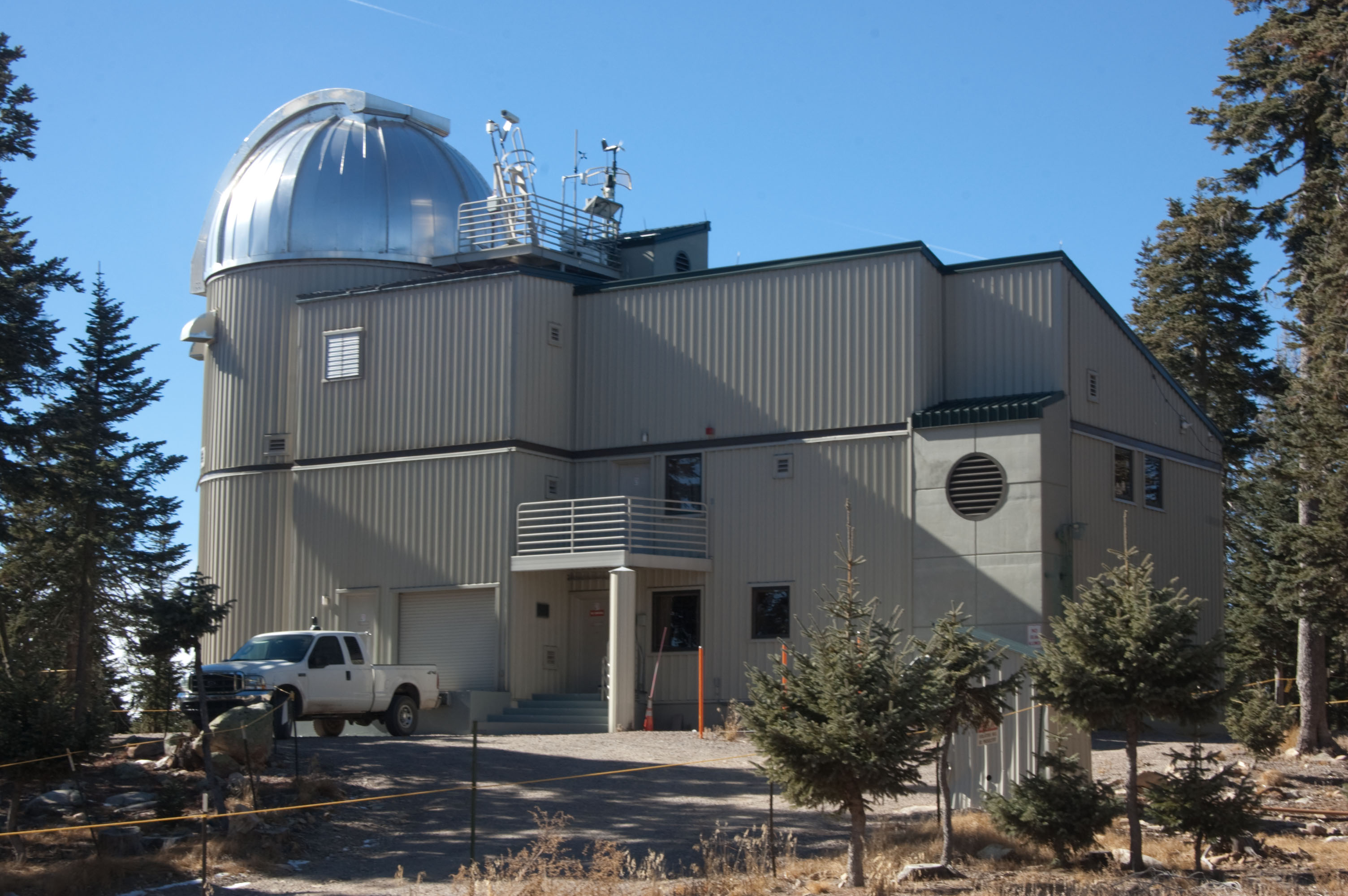
Gebäude des VATT, links die Teleskopkuppel

Das Vatican Advanced Technology Telescope, kurz VATT, ist ein 1,8 Meter durchmessendes Gregory-Teleskop, welches für sichtbares und infrarotes Licht geeignet ist. Es befindet sich am Mount Graham, im Südosten Arizonas in 3178 Meter Höhe und ist Teil des Mount Graham International Observatory und gehört zur Vatikanischen Sternwarte in Partnerschaft mit der University of Arizona. Das Teleskop wurde überwiegend durch Spenden von Fred und Alice P. Lennon sowie Thomas J. Bannan finanziert, fertiggestellt wurde es 1993 (Erstes Licht).
Der Hauptspiegel des Teleskops hat eine Brennweite, die dem Durchmesser entspricht, so dass sich trotz der Gregory-Anordnung eine kompakte Bauform ergibt. An das Teleskop ist der VATT CCD Imager - Vatt4k, ein CCD-Bildsensor mit 4064 × 4064 Pixel angeschlossen, der eine Himmelsregion von 12,5 × 12,5 Bogenminuten aufzeichnet. Filter für interessante Spektralbereiche können zwischengeschaltet werden.
Das Teleskop wird hauptsächlich für Astrofotografie und Photometrie eingesetzt. Wichtige Resultate sind:
- die Entdeckung von Massive compact halo objects in der Andromeda-Galaxie,
- die Validierung des Stromvil photometrischen Filtersystems,
- Indizien über die Form- und Größenentwicklung von Galaxien über die Geschichte des Universums,
- Entdeckung des ersten binären Vestoiden,
- Charakterisierung und Klassifizierung anhand der sichtbaren Spektralverteilung von über 100 transneptunischer Objekte, die meisten dunkler als 21 mag.